# Румыно-сербские отношения
Румыно-сербские отношения — двусторонние дипломатические отношения между Румынией и Сербией. Румыния является членом НАТО (Сербия участник Индивидуального партнёрского плана) и Европейского союза (Сербия официальный кандидат на вступление в эту международную организацию). Протяжённость государственной границы между странами составляет 531 км. Румыния занимает принципиальную позицию по непризнанию независимости Республики Косово от Сербии.

## История
3 июня 2013 года премьер-министр Сербии Ивица Дачич посетил с официальным визитом Бухарест, где провёл встречу с премьер-министром Румынии Виктором Понтой. Стороны отметили, что между странами сложились стабильные и дружественные отношения, а также то, что дружба между Сербией и Румынией имеет ключевое значение для стабильности на Балканах. Ивица Дачич также обсудил со своим румынским коллегой проблемный вопрос по статусу румынов в Сербии. В заключительной части встречи стороны подписали протокол о создании совместного пограничного пункта на границе между Румынией и Сербией.
17 июля 2014 года премьер-министр Сербии Александр Вучич заявил на встрече с Виктором Понтой, что у Сербии сложились дружественные отношения с Румынией и Бухарест является самым верным сторонником вступления Сербии в Европейский союз. Александр Вучич также отметил, что на протяжении всей истории страны никогда не вели войн друг против друга. Стороны договорились о строительстве 160-ти километровой магистрали между Белградом и Тимишоарой. Александр Вучич также отметил проблемный вопрос по положению румынского меньшинства в Сербии (см. Влахи в Сербии) и заявил, что его страна приложит усилия для того, чтобы румыны в Сербии чувствовали себя комфортно.
24 апреля 2015 года была основана Крайовская группа в которую вошли Болгария, Румыния и Сербия.

## Дипломатические представительства
- Румыния имеет посольство в Белграде[6], а также генеральные консульства во Вршаце[7] и Заечаре[8]. Чрезвычайный и полномочный посол Румынии в Сербии — Сильвия Давидоу.
- Сербия имеет посольство в Бухаресте[9] и генеральное консульство в Тимишоаре[10]. Чрезвычайный и полномочный посол Сербии в Румынии — Стефан Томашевич.

## Торговля
В 2016 году объём товарооборота между странами составил сумму 897,9 млн евро, из которых экспорт Румынии в Сербию составил сумму 511,3 млн евро, а импорт Румынии из Сербии составил сумму 386,6 млн евро. С 2015 по 2016 год товарооборот вырос на 5,3 %, в связи с увеличением импорта товаров из Румынии на 18,4 %. В период с 2000 по 2016 год Румыния инвестировала в экономику Сербии сумму в 119 590 000 евро.